# Good Luck My Way
Good Luck My Way è un brano musicale del gruppo musicale giapponese de L'Arc~en~Ciel, pubblicato come quarto singolo estratto dall'album Butterfly il 29 giugno 2011. Il singolo ha raggiunto la quarta posizione della classifica Oricon dei singoli più venduti in Giappone. Il brano è stato utilizzato come sigla di chiusura del film Fullmetal Alchemist - La sacra stella di Milos. Il singolo è stato pubblicato in tre differenti edizioni: una standard,una a tiratura limitata allegata ad un DVD contenente il videoclip di Good Luck My Way, ed una edizione "Fullmetal Alchemist". Quest'ultima contiene tutti i brani cantati dai L'Arc-en-Ciel per il franchise, ed un DVD con il video di Good Luck My Way ed il trailer di Fullmetal Alchemist - La sacra stella di Milos.

## Tracce
CD Singolo KSCL 1818
1. GOOD LUCK MY WAY
2. metropolis -2011- / P'UNK~EN~CIEL
3. GOOD LUCK MY WAY (hydeless version)
4. metropolis -2011- (T.E.Z P'UNKless version)

CD + DVD KSCL 1816-1817
CD
1. GOOD LUCK MY WAY
2. metropolis -2011- / P'UNK~EN~CIEL
3. GOOD LUCK MY WAY (hydeless version)
4. metropolis -2011- (T.E.Z P'UNKless version)

DVD
1. GOOD LUCK MY WAY - videoclip

Fullmetal Alchemist KSCL 1819-1820
CD
1. GOOD LUCK MY WAY
2. GOOD LUCK MY WAY (hydeless version)
3. READY STEADY GO
4. Link
5. LOST HEAVEN

DVD
1. GOOD LUCK MY WAY (Music Clip Fullmetal Alchemist Ver.)
2. Hagane no renkinjutsushi - Milos no sei-naru hoshi (鋼の錬金術師 嘆きの丘（ミロス）の聖なる星? "Fullmetal Alchemist - La sacra stella di Milos")
  1. Theatrical Trailer 1 (30 s version)
  2. TV-SPOT (15 s version)
  3. Theatrical Trailer 2 (60 s version)
  4. Theatrical Trailer 2 (30 s version)
  5. TV-SPOT (15 s version)
  6. Teaser Trailer (90 s version)
  7. Teaser Trailer (30 s version)

## Classifiche
| Classifica (2011) | Posizione più alta |
| ----------------- | ------------------ |
| Giappone (Oricon) | 4                  |